# Imperio Argentina
Magdalena Nile del Río, de nombre artístico Imperio Argentina (Buenos Aires, 26 de diciembre de 1910- Benalmádena, 22 de agosto de 2003), fue una actriz, cantante y bailarina hispanoargentina.

## Biografía

### Orígenes
Su madre era Rosario del Río, nacida en la localidad de Monda, provincia de Málaga, hija de un juez. Rosario, amante de la música, del baile y del teatro, asistió a algunas clases de interpretación de José Tallaví en el Conservatorio de Málaga. Por conflictos con su hermano, con 14 años emigró de forma clandestina en la bodega de un barco que zarpó del puerto de Málaga hacia Buenos Aires. En Buenos Aires fue detectada como polizón y, en lugar de ser deportada, las autoridades dejaron que se hicieran cargo de ella las familias de la nutrida colonia de españoles de la ciudad. Allí, Rosario trabajó en una fábrica de cigarrillos y, con el tiempo, emigraron desde Málaga cuatro de sus hermanos.
Su padre era Antonio Nile, nacido en Gibraltar, mecánico de profesión y también gran aficionado a la música. Antonio conoció a Rosario en una fiesta en Buenos Aires.
Magdalena –familiarmente llamada Malena– nació en 1910 en el popular barrio porteño de San Telmo. Dos años después nació su hermana Asunción.
Desde muy pequeña acompañaba a su padre a los cafés, donde se impregna del ambiente artístico. Su madre también alentaba su vocación y la llevaba a actuaciones de cantantes que pasaban por Buenos Aires, como Pastora Imperio. Como había cantado y bailado desde su juventud, impresionó con su talento a Pastora en el Teatro Comedia y entablaron amistad.

### Primeros años como artista

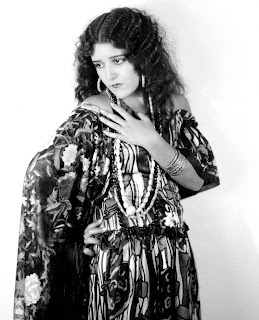
Imperio Argentina en 1926.

Debutó en 1916, en el bonaerense teatro San Martín, en un festival benéfico organizado por el naufragio del vapor Príncipe de Asturias, ocurrido cerca de Brasil, en el que murieron 300 personas. Ese mismo año hizo un viaje con su madre a Málaga para percibir su parte de la herencia de su abuelo.
El nombre artístico que adoptó en su juventud fue el de Petite Imperio. En aquel entonces era habitual que las artistas usaran palabras francesas en sus nombres.
En 1917 recibió clases de música con su hermana Asunción dadas gratuitamente por Anna Pavlova en el Teatro Colón de Buenos Aires. Poco tiempo después Pavlova se dedicaría exclusivamente a las alumnas aventajadas y la educación de las principiantes correría a cargo de su asistente, Ricardo Nemanoff. Luego se dedicaría a dar conciertos en los cines de los barrios porteños con la compañía de su padre a la guitarra. En 1922 la familia entera se fue de gira por el país pasando por Rosario, Córdoba, Tucumán y Mendoza. Luego realizaron giras por Chile, Bolivia y Perú. En Lima, conoció a la cantante Gabriela Bezansoni, a los toreros Ignacio Sánchez Mejías y Juan Belmonte. En una gala benéfica entabló amistad con el presidente del Perú, Augusto Leguía, quien la invitó al palacio presidencial.
Sin embargo, lo más importante de su viaje a Lima fue conocer al dramaturgo Jacinto Benavente, que en ese momento se encontraba en Perú con la compañía de José Bódalo y Eugenia Zuffoli, que representaban una de sus obras. Benavente le recomendó a su padre que viajaran a España y que su hija adoptase el nombre artístico de Imperio Argentina por la combinación de las artistas Pastora Imperio y de Antonia Mercé, conocida como "La Argentina".
En agosto de 1923, llegó con su familia al puerto de Santander, siguiendo el consejo de Benavente. Sus primeras actuaciones en Madrid tuvieron lugar en 1924, teniendo como representante a Juanito Carcellé. Empezó en el Centro de Hijos de Madrid, que luego sería conocido como Teatro Calderón. Posteriormente, Carcellé le consiguió una audición con José Campúa, empresario del Teatro Romea y del Circo Price, aunque no fue escogida. Luego se trasladó a Salamanca, donde actuó en el Teatro Liceo durante diez semanas. Tras lo que regresó a Madrid, donde consiguió otra audición con Campúa, resultando escogida esta vez para sustituir ocasionalmente a la Niña de los Peines en el Teatro Romea. Posteriormente actuó en el Teatro Dorado de Barcelona.
En 1927, cuando ya triunfaba en el teatro Romea de Madrid, fue contratada para protagonizar la película La hermana San Sulpicio, película basada en la novela homónima de Armando Palacio Valdés producida por Enrique y Ricardo Núñez y dirigida por el actor y director Florián Rey que se rodó en Madrid y Sevilla. En la cinta actuó también su madre, Rosario, haciendo de Paca. En 1928 rodaría en Granada con el mismo director la película Los claveles de la Virgen. En ambas películas, pese a ser mudas, ella cantaba de verdad por orden del director para darle más verosimilitud a la actuación.
Tras acabar en el Romea unas galas como fin de fiesta, en 1928 viajó a Alemania para rodar Corazones sin rumbo, cinta de la que sólo se conservan unos minutos.
En 1930 interpretó El profesor de mi mujer y, un año después, Cinópolis. De la cinta Su noche de bodas, dirigida por Louis Mercanton y Florián Rey, el vals "Recordar" (cantado a dúo con Manuel Russell) hizo a Imperio aún más popular. Rueda después una versión española de Rive Gauche titulada Lo mejor es reír a las órdenes de sir Alexander Korda. Más tarde interpretó ¿Cuándo te suicidas? y, junto a Maurice Chevalier, el cortometraje El cliente seductor (1931).

### En el cine internacional con Carlos Gardel
Su fama de actriz panhispánica le viene cuando la compañía Paramount, desde sus estudios parisinos, la llama para que protagonice dos películas junto a Carlos Gardel: La casa es seria y Melodía de arrabal (ambas en 1932). Es, pues, una de las cuatro actrices que cantaron a dúo con Gardel durante la carrera cinematográfica del mismo.

### Regreso a España
De vuelta a España, Florián Rey la requiere para cintas de temática folclórica que alcanzarían gran éxito y en las que Imperio canta algunas de sus más memorables creaciones. Entre ellas están: La hermana San Sulpicio, Nobleza baturra y  Morena Clara, películas en las que tuvo ocasión de estrenar temas tan célebres de la canción española como Échale guindas al pavo o El día que nací yo.

### En la Alemania de Hitler

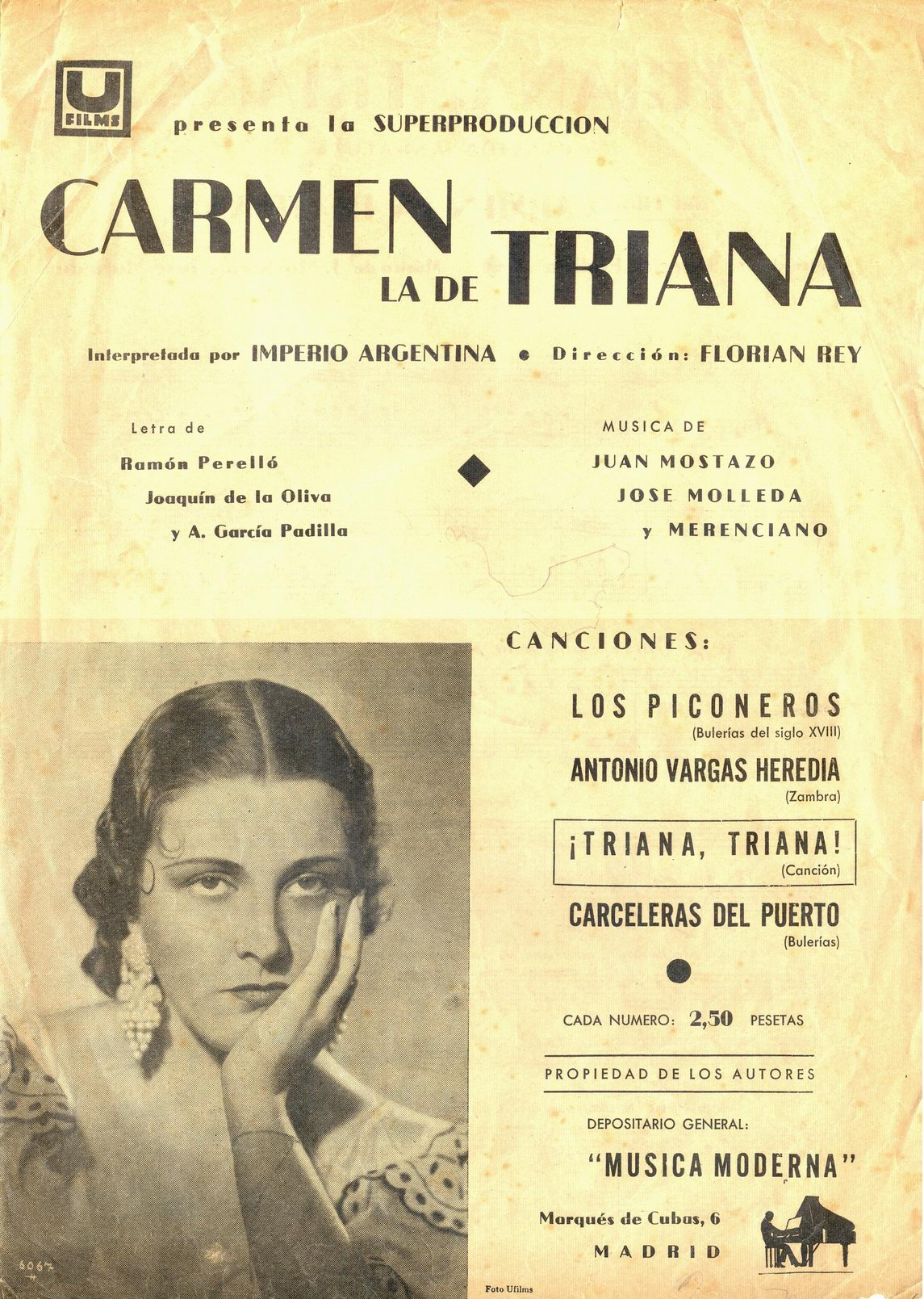
Cartel anunciador de la película Carmen, la de Triana.

En 1937, mientras se encontraba en Cuba, fue invitada a Alemania por el gobierno de este país. Durante su estancia, en pleno apogeo del nazismo, el encanto de la actriz cautivó al mismísimo Adolf Hitler, que en 1938 solicitó conocerla personalmente.
Cuando fue presentada al  Führer, el dictador le ofreció toda clase de facilidades para que se quedara a trabajar en el país, entre ellas una jugosa oferta para protagonizar una superproducción, en español y alemán, sobre la vida de Lola Montez, la aventurera y bailarina irlandesa. El proyecto no se llevó a cabo, pero Imperio sí rodó en 1938 una versión española de Carmen de Prosper Mérimée titulada Carmen, la de Triana y también La canción de Aixa.
Imperio argentina declaró años más tarde sobre Adolf Hitler:
"Hitler quiso ser mi amante", confesó en varias ocasiones la artista. Y aunque ella nunca correspondió los sentimientos del dictador, nunca tuvo reparos en reconocer sus 'virtudes': "Lo he dicho muchas veces, aunque no se lo quieran creer: Adolf Hitler era un hombre muy atractivo".
También se ha criticado que Imperio Argentina aceptara la invitación de Goebbels, ministro de propaganda del III Reich, para rodar en Alemania. En los estudios alemanes de la UFA coincidió con Marlene Dietrich. A raíz de este encuentro, y dado que Marlene era bisexual, se ha sugerido que ambas tuvieron una aventura amorosa, cosa que Imperio siempre negó.[cita requerida] Imperio conoció también entonces a Estrellita Castro, mientras rodaba Mariquilla Terremoto. Las dos actrices hispanas abandonarían Alemania tras los sucesos de la violenta «Kristallnacht» (Noche de los cristales rotos), la noche en que los comercios de judíos y sus lugares de culto fueron arrasados por adeptos al nazismo. Se cuenta la historia, bastante novelesca, de que a la mañana siguiente de la masacre, al ir a la sombrerería que la servía, Imperio halló el local destrozado y dentro muertos a la sombrerera y al marido y esto le hizo cambiar su idea sobre el régimen de Hitler. Pero lo cierto es que Imperio Argentina nunca ocultó sus simpatías por la corriente falangista y autoritaria que marcaban la política española de la época. Entre sus admiradores contaba a los hermanos Primo de Rivera (José Antonio y Pilar), e incluso al mismo general Francisco Franco. Sus simpatías por el régimen de Hitler le acarrearon boicots y repulsas frente a teatros de Nueva York, Buenos Aires y Ciudad de México.

### Madurez: más cine y espectáculos musicales
Su matrimonio (civil) con Florián Rey tuvo breve duración, como también su matrimonio religioso con Ramón Baíllo Pérez-Cabellos, quien había heredado el título nobiliario de conde de las Cabezuelas. Su separación le acarrea la airada crítica de la Iglesia. De 1939 a 1941 tuvo una relación sentimental con el actor Rafael Rivelles. La pérdida de sus dos hijos la afligió para siempre.[cita requerida]
En la década de los 40 Imperio trabaja con el director Benito Perojo en las películas Goyescas, Bambú (junto a una joven Sara Montiel), La maja de los cantares y Lo que fue de la Dolores. En la década de los 50 lleva a cabo exitosos espectáculos musicales, y en la década de los 60 rueda Con el viento solano y Ama Rosa.

### Declive en la Transición
La época de la Transición supone para Imperio Argentina la pérdida de parte de su popularidad, al menos como estrella de cine, debido al predominio del género de destape y también porque fue ignorada como reacción a su afinidad con el régimen anterior.[cita requerida]

### Reaparición y homenajes
Tras años de escasa actividad, fue redescubierta en el Festival Internacional de Cine de San Sebastián y, a partir de ese momento, comenzó para ella otra época dorada de trabajo y merecidos homenajes. Rodó con José Luis Borau Tata mía y con Javier Aguirre El polizón del Ulises. 
En 1992, con 81 años participó junto a Juanita Reina, Rocío Jurado, Nati Mistral y María Vidal en Azabache, un gran espectáculo musical sobre la historia de la copla, que se celebró en el Auditorio de la Cartuja (Auditorio Rocío Jurado) de Sevilla, en el ámbito de  Exposición Universal de Sevilla de 1992. El montaje fue diseñado, escrito y dirigido por Gerardo Vera e Imperio Argentina representaba en él, la historia de la copla y de la canción española.
En el año 1996 fue elegida para ser pregonera de las fiestas del Pilar de Zaragoza, por celebrarse en esta ciudad los actos del Centenario del Cine en España. En el año 2001 publicó sus memorias, Malena Clara, escritas por el dramaturgo Pedro Víllora.
El 22 de agosto de 2003, Imperio Argentina estaba en casa de una de sus nietas cantando «Échale guindas al pavo», uno de sus viejos éxitos. De pronto, enmudeció y falleció repentinamente. Fue enterrada dos días más tarde en el cementerio malagueño de Benalmádena. En Benalmádena se rotuló con su nombre la calle en la que vivía.
En 2011, ocho años después de su fallecimiento, recibió una Estrella en el paseo de la fama de Madrid.

## Filmografía
Imperio Argentina fue una de las figuras más destacadas del cine hispano del siglo XX, cuya trayectoria se caracterizó por una notable proyección internacional y una extraordinaria popularidad en su época. Su consagración como estrella tuvo lugar durante la década de 1930 con títulos emblemáticos como Nobleza baturra (1935), Morena Clara (1936) y Carmen la de Triana (1938), que desempeñaron un papel central en la consolidación del cine folclórico-musical español. Su carrera abarcó desde el cine mudo hasta las últimas décadas del siglo, e incluyó colaboraciones con directores de primera línea como Florián Rey, Benito Perojo y Mario Camus. Es destacable su relación con el cine alemán durante la época del Tercer Reich. Rodó películas en la Alemania nazi, en los estudios de la UFA (Universum Film AG), que era el principal conglomerado cinematográfico del régimen de Hitler. La dimensión transnacional de su filmografía —con producciones en España, Argentina, Alemania, Francia, Italia y Estados Unidos, y su participación en proyectos como Melodía de arrabal (1932) junto a Carlos Gardel o Tosca (1941) en el cine italiano— evidencia su condición de figura de alcance internacional y su relevancia dentro de la historia del cine de habla hispana.
| Año  | Título                                                           | País                    | Director                                  | Personaje / Notas                                          |
| ---- | ---------------------------------------------------------------- | ----------------------- | ----------------------------------------- | ---------------------------------------------------------- |
| 1927 | La hermana San Sulpicio                                          | España                  | Florián Rey                               | Gloria                                                     |
| 1928 | Corazones sin rumbo / Herzen ohne Ziel                           | España Alemania         | Benito Perojo, Gustav Ucicky              | Isabel                                                     |
| 1929 | Los claveles de la Virgen                                        | España                  | Florián Rey                               |                                                            |
| 1930 | El amor solfeando / Komm' zu mir zum Rendezvous / L'amour chante | España Alemania Francia | Armand Guerra, Robert Florey, Florián Rey | Magda                                                      |
| 1931 | Cinópolis                                                        | Francia                 | José María Castellví, Francisco Elías     | Cortometraje                                               |
| 1931 | Su noche de bodas                                                | Estados Unidos          | Louis Mercanton, Florián Rey              | Gisèle Landry                                              |
| 1932 | ¿Cuándo te suicidas?                                             | Estados Unidos          | Manuel Romero                             | Gabi                                                       |
| 1932 | Buenos días                                                      | España                  | Florián Rey                               | Cortometraje                                               |
| 1932 | Melodía de arrabal                                               | Estados Unidos          | Louis J. Gasnier                          | Alina                                                      |
| 1933 | La casa seria                                                    | Estados Unidos          | Lucien Jaquelux                           | Carmen Rivera \| Cortometraje                              |
| 1934 | La hermana San Sulpicio                                          | España                  | Florián Rey                               | Gloria \| versión sonora                                   |
| 1934 | El novio de mamá                                                 | España                  | Florián Rey                               |                                                            |
| 1935 | Romanza rusa                                                     | España                  | Florián Rey                               | Cortometraje                                               |
| 1935 | Nobleza baturra                                                  | España                  | Florián Rey                               | María del Pilar                                            |
| 1936 | Morena Clara                                                     | España                  | Florián Rey                               | Trini                                                      |
| 1938 | Carmen la de Triana                                              | España                  | Florián Rey                               | Carmen                                                     |
| 1938 | Andalusische Nächte (Noches en Andalucía)                        | Alemania                | Herbert Maisch                            | Carmen                                                     |
| 1939 | La canción de Aixa / Hinter Haremsgittern                        | España Alemania         | Florián Rey                               | Aixa                                                       |
| 1941 | Tosca                                                            | Italia                  | Carl Koch, Jean Renoir                    | Floria Tosca                                               |
| 1942 | Goyescas                                                         | España                  | Benito Perojo                             | Petrilla                                                   |
| 1945 | Bambú                                                            | España                  | José Luis Sáenz de Heredia                | Bambú                                                      |
| 1946 | La maja de los cantares / Los majos de Cádiz                     | Argentina               | Benito Perojo                             | Soledad                                                    |
| 1947 | La copla de la Dolores / Lo que fue de la Dolores                | España Argentina        | Benito Perojo                             | Dolores                                                    |
| 1948 | La cigarra                                                       | España                  | Florián Rey                               | Soledad "La Cigarra"                                       |
| 1951 | Café cantante                                                    | España Argentina        | Antonio Momplet                           | Rosario                                                    |
| 1960 | Ama Rosa                                                         | España                  | León Klimovsky                            | Ama Rosa                                                   |
| 1966 | Con el viento solano                                             | España                  | Mario Camus                               | Madre de Sebastián                                         |
| 1975 | Canciones de nuestra vida                                        | España                  | Eduardo Manzanos Brochero                 | Documental                                                 |
| 1971 | Canciones para después de una guerra                             | España                  | Basilio Martín Patino                     | Documental realizado en 1971, pero no estrenado hasta 1976 |
| 1986 | Tata mía                                                         | España                  | José Luis Borau                           | Tata                                                       |
| 1987 | El polizón del Ulises                                            | España                  | Javier Aguirre                            |                                                            |